# Birmingham Bowl
Le Birmingham Bowl, dont la dénomination a changé au fil des ans (voir ci-après), est un match d'après saison régulière de football américain universitaire dont la première édition s'est déroulée le 23 décembre 2006 à Birmingham (Alabama) au Legion Field. 
Le match fut rapidement sponsorisé (à partir du 16 novembre 2006), par le site web de Papa John's Pizza ce qui lui fit porter le nom de Papajohns.com Bowl. 
Le contrat n'ayant pas été renouvelé, le bowl retrouve son nom original de Birmingham Bowl jusqu'à la signature en date du 4 novembre 2010 avec la banque BBVA Compass. 
La banque a son siège central à Birmingham et est une filiale de la banque espagnole de Bilbao, la Banco Bilbao Vizcaya Argentaria. 
Le contrat avec BBVA Compass n'est pas renouvelé après le match de janvier 2014. Il fallait donc s'attendre à un nouveau changement de nom pour le bowl de janvier 2015 mais aucun contrat ne fut signé pour la reprise du sponsoring du nom du bowl si bien que celui-ci repris son nom d'origine.

## Liens avec les Conférences
En 2006, la Conference USA (C-USA) signa un contrat de quatre ans avec l'organisation pour fournir l'un des deux finalistes. L'autre finaliste devrait être issu de la Big East Conference.
L'organisation se ravisa cependant et demanda à la NCAA de pouvoir modifier ce contrat. La NCAA accepta en avril 2008.
C'est ainsi qu'en 2008 et 2009, ce sont le #9 de la Southeastern Conference (SEC) et une équipe éligible de la  Big East Conference qui devaient se rencontrer.
Dans le cas où une de ces divisions ne savait envoyer de représentant au match (pas d'équipe éligible disponible), une équipe de la C-USA ou de la Mid-American Conference (MAC) serait sélectionnée. Si ces conférences ne savaient fournir d'équipe pour les mêmes raisons, une équipe éligible serait choisie "at large" parmi toutes les autres équipes éligibles restantes des autres conférences. C'est ainsi qu'en 2008, lorsque la SEC n'eut pas assez d'équipe éligible, ce fut une équipe de l'ACC, la North Carolina State qui fut amenée à rencontrer les Rutgers de la Big East.
À noter que la Big East est devenue l'AAC (American Athletic Conference) depuis la saison 2013.

## Histoire
Le Birmingham Bowl (très rapidement renommé PapaJohns.com Bowl) marque le retour de l'organisation d'un bowl dans la ville de Birmingham. 
En effet, la ville avait déjà hébergé le Dixie Bowl en 1948 et en 1948, le Hall of Fame Classic de 1977 à 1985 (déplacé à Tampa et actuellement connu comme le Outback Bowl) et le All-American Bowl de 1986 à 1996 (annulé lorsque la SEC y fit se jouer sa finale de conférence).
Lors du premier bowl, le représentant de la Big East Conference (les Bulls de South Florida) battent 24 à 7 le représentant de la C-USA (les Pirates d'East Carolina) sous les yeux de 32.023 spectateurs.
Benjamin Williams (MVP de ce match) marque les premiers points juste après 90 secondes de jeu à la suite d'un des deux touchdowns qu'il réalise ce jour-là. Il faut souligner que South Florida avait auparavant fait partie de la C-USA. La remarque vaut également pour le match de 2007 puisqu'il oppose les Golden Eagles de Southern Miss (ex-C-USA) et les Bearcats de Cincinnati (C-USA).
Après s'être déroulé en décembre lors des trois premières éditions, le PapaJohns.com Bowl se déroule le 2 janvier 2010 (il n'y eut donc aucun match joué en 2009). Il a lieu le même jour que 4 autres rencontres : les Cotton Classic, International, Alamo, et Liberty bowl. Il oppose Connecticut à South Carolina. L'anecdote (C-USA) ressurgit ici aussi puisque Connecticut était un membre de cette conférence mais South Carolina peut aussi y être associée puisque membre de cette conférence pour sa section ......"soccer".
Le 6 août 2010, Papajohns.com se retire comme sponsor (la société devient sponsor de la NFL). Le bowl reprend temporairement son nom original Birmingham Bowl jusqu'au 4 novembre 2010 où BBVA Compass reprend le sponsoring. Le bowl est dès lors renommé le BBVA Compass Bowl,.
Cette société n'ayant pas renouvelé son sponsoring pour le match de janvier 2015, l’événement reprend son nom initial jusqu'en 2018 puisque la société Jared en devient le nouveau sponsor.
À la suite de la pandémie de Covid-19 aux États-Unis, le bowl prévu le 1er janvier 2021 a été annulé,.

## Logos précédents
|  |  |  |  |  |

## Liste des sponsors successifs
- Papa John's (2006–2010)
- BBVA Compass (2011–2014)
- Jared (Sterling Jewelers (en)) (2018)
- TicketSmarter (depuis 2019)

## Liste des dénominations
- Birmingham Bowl (2006, à la création de l’événement)
- PapaJohns.com Bowl (2006 à 2010)
- BBVA Compass Bowl (2011 à 2014)
- Birmingham Bowl (2015 - pour le bowl de janvier 2015 soit après la saison régulière de 2014 - à 2017)
- Jared Birmingham Bowl (2018)
- TicketSmarter Birmingham Bowl (depuis 2019)

## Palmarès
| Dates            | Gagnants                                                          | Scores                                                            | Perdants                                                          | Assistances                                                       | Conférences                                                       | Notes                                                             |
| 23 décembre 2006 | Bulls de South Florida (9-4)                                      | 24 - 07                                                           | Pirates d'East Carolina (7-6)                                     | 32 023                                                            | Big East - C-USA                                                  |                                                                   |
| 22 décembre 2007 | Bearcats de Cincinnati (10-3)                                     | 31 - 21                                                           | Golden Eagles de Southern Miss (7-6)                              | 35 258                                                            | C-USA - Big East                                                  |                                                                   |
| 29 décembre 2008 | Scarlet Knights de Rutgers (8-5)                                  | 29 - 23                                                           | Wolfpack de North Carolina State (6-7)                            | 38 582                                                            | Big East - ACC                                                    |                                                                   |
| 2 janvier 2010   | Huskies du Connecticut (8-5)                                      | 20 - 07                                                           | Gamecocks de la Caroline du Sud (7-6)                             | 45 254                                                            | SEC - Big East                                                    |                                                                   |
| 8 janvier 2011   | Panthers de Pittsburgh (8-5)                                      | 27 - 10                                                           | Wildcats du Kentucky (6-7)                                        | 41 207                                                            | Big East - SEC                                                    |                                                                   |
| 7 janvier 2012   | Mustangs de SMU (8-5)                                             | 28 - 06                                                           | Panthers de Pittsburgh (7-6)                                      | 29 726                                                            | C-USA - Big East                                                  |                                                                   |
| 5 janvier 2013   | Rebels d'Ole Miss (7-6)                                           | 38 - 17                                                           | Panthers de Pittsburgh (6-7)                                      | 59 326                                                            | SEC - Big East                                                    |                                                                   |
| 4 janvier 2014   | Commodores de Vanderbilt (9-4)                                    | 41 - 24                                                           | Cougars de Houston (8-5)                                          | 42 717                                                            | SEC - AAC                                                         |                                                                   |
| 3 janvier 2015   | Gators de la Floride (6-5)                                        | 28 - 20                                                           | Pirates d'East Carolina (8-4)                                     | 30 083                                                            | SEC - AAC                                                         | Note                                                              |
| 30 décembre 2015 | Tigers d'Auburn (6-6)                                             | 31 - 10                                                           | Tigers de Memphis (9-3)                                           | 59 430                                                            | SEC - AAC                                                         | Note                                                              |
| 29 décembre 2016 | Bulls de South Florida (10–2)                                     | 46 - 39                                                           | Gamecocks de la Caroline du Sud (6–6)                             | 31 229                                                            | AAC - SEC                                                         | Note                                                              |
| 23 décembre 2017 | Bulls de South Florida (9–2)                                      | 38 - 34                                                           | Red Raiders de Texas Tech (6–6)                                   | 28 623                                                            | AAC - Big-12                                                      | Note                                                              |
| 22 décembre 2018 | Demon Deacons de Wake Forest (6-6)                                | 37 - 34                                                           | Tigers de Memphis (8-5)                                           | 25 717                                                            | ACC - AAC                                                         | Note                                                              |
| 2 janvier 2020   | Bearcats de Cincinnati (6-6)                                      | 38 - 06                                                           | Eagles de Boston College (10-3)                                   | 27 193                                                            | AAC - ACC                                                         | Note                                                              |
| 1er janvier 2020 | Bowl annulé à la suite de la pandémie de Covid-19 aux États-Unis, | Bowl annulé à la suite de la pandémie de Covid-19 aux États-Unis, | Bowl annulé à la suite de la pandémie de Covid-19 aux États-Unis, | Bowl annulé à la suite de la pandémie de Covid-19 aux États-Unis, | Bowl annulé à la suite de la pandémie de Covid-19 aux États-Unis, | Bowl annulé à la suite de la pandémie de Covid-19 aux États-Unis, |
| 28 décembre 2021 | Cougars de Houston (11-2)                                         | 17 - 14                                                           | Tigers d'Auburn (6-6)                                             | 47 100                                                            | AAC - SEC                                                         | Note                                                              |
| 27 décembre 2022 | Pirates d'East Carolina (7-5)                                     | 53 - 29                                                           | Chanticleers de Coastal Carolina (9-3)                            | 15 901                                                            | AAC - Sun Belt                                                    | Note                                                              |

## Meilleurs joueurs du Bowl (MVPs)
| Dates            | Joueurs           | Équipes       | Postes |
| 23 décembre 2006 | Benjamin Williams | South Florida | RB     |
| 22 décembre 2007 | Ben Mauk          | Cincinnati    | QB     |
| 29 décembre 2008 | Mike Teel         | Rutgers       | QB     |
| 2 janvier 2010   | Andre Dixon       | Connecticut   | RB     |
| 8 janvier 2011   | Dion Lewis        | Pittsburgh    | RB     |
| 7 janvier 2012   | Darius Johnson    | SMU           | WR     |
| 5 janvier 2013   | Bo Wallace        | Ole Miss      | QB     |
| 4 janvier 2014   | Jordan Matthews   | Vanderbilt    | WR     |
| 3 janvier 2015   | Adam Lane         | Florida       | RB     |
| 30 décembre 2015 | Jovon Robinson    | Auburn        | RB     |
| 29 décembre 2016 | Quinton Flowers   | South Florida | QB     |
| 23 décembre 2017 | Quinton Flowers   | South Florida | QB     |
| 22 décembre 2018 | Jamie Newman      | Wake Forest   | QB     |
| 2 janvier 2020   | Desmond Ridder    | Cincinnati    | QB     |
| 28 décembre 2021 | Clayton Tune      | Houston       | QB     |
| 27 décembre 2022 | Holton Ahlers     | East Carolina | QB     |

## Statistiques par équipe
M.à.j. le 27 décembre 2022
| Rang | Équipes                          | Apparitions | G-P |
| ---- | -------------------------------- | ----------- | --- |
| 1    | Bulls de South Florida           | 3           | 3–0 |
| 2    | Bearcats de Cincinnati           | 2           | 2–0 |
| 3    | Panthers de Pittsburgh           | 3           | 1–2 |
| 3    | Pirates d'East Carolina          | 3           | 1–2 |
| 5    | Cougars de Houston               | 2           | 1–1 |
| 5    | Tigers d'Auburn                  | 2           | 1–1 |
| 7    | Gators de la Floride             | 1           | 1–0 |
| 7    | Huskies du Connecticut           | 1           | 1–0 |
| 7    | Rebels d'Ole Miss                | 1           | 1–0 |
| 7    | Scarlet Knights de Rutgers       | 1           | 1–0 |
| 7    | Mustangs de SMU                  | 1           | 1–0 |
| 7    | Commodores de Vanderbilt         | 1           | 1–0 |
| 7    | Demon Deacons de Wake Forest     | 1           | 1–0 |
| 14   | Chanticleers de Coastal Carolina | 1           | 0-1 |
| 14   | Eagles de Boston College         | 1           | 0-1 |
| 14   | Golden Eagles de Southern Miss   | 1           | 0–1 |
| 14   | Red Raiders de Texas Tech        | 1           | 0–1 |
| 14   | Wildcats du Kentucky             | 1           | 0–1 |
| 14   | Wolfpack de North Carolina State | 1           | 0–1 |
| 20   | Tigers de Memphis                | 2           | 0–2 |
| 20   | Gamecocks de la Caroline du Sud  | 2           | 0–2 |

## Statistiques par Conférences
M.à.j. le 27 décembre 2022
| Conférence   | Gagnés | Perdus | %    |
| ------------ | ------ | ------ | ---- |
| The American | 10     | 6      | 62,5 |
| SEC          | 4      | 4      | 50   |
| C-USA        | 1      | 2      | 33,3 |
| ACC          | 1      | 2      | 33,3 |
| Big-12       | 0      | 1      | 0    |
| Sun Belt     | 0      | 1      | 0    |